# Armand Gensonné

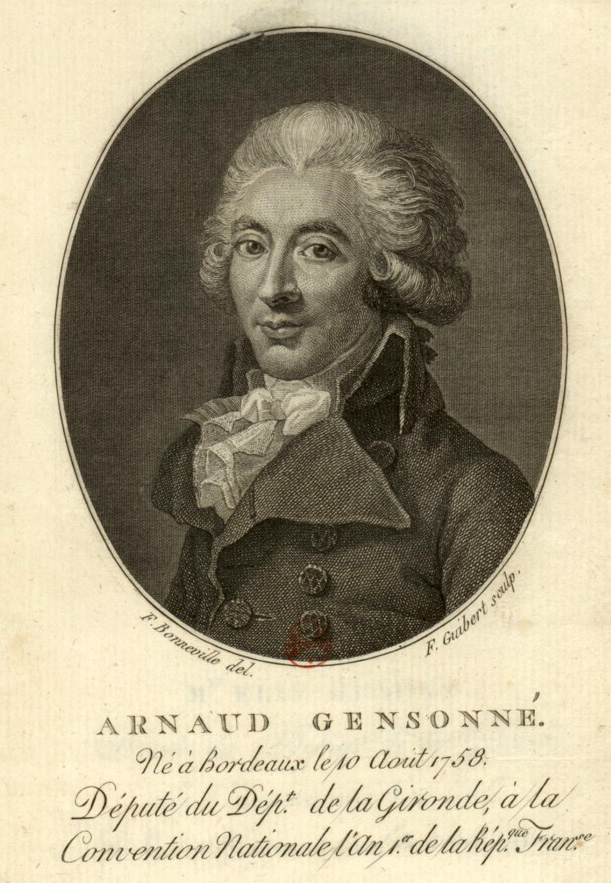
Armand Gensonné, Grafik von François Bonneville

Armand Gensonné (* 10. August 1758 in Bordeaux; † 31. Oktober 1793 in Paris) war ein französischer Jurist und Politiker während der Revolutionszeit.

## Leben
Er war der Sohn eines Militärchirurgs und studierte Rechtswissenschaft. Beim Ausbruch der Revolution war er Anwalt am Parlament von Bordeaux. 1790 wurde er Staatsanwalt der Kommune, und im Juli 1791 wurde er vom neu geschaffenen Département Gironde zum Mitglied des Appellationsgerichts gewählt. Im gleichen Jahr wurde er als Abgeordneter des Départements in die Nationalversammlung gewählt. Als Berichterstatter des diplomatischen Ausschusses, in dem er die Politik Brissots unterstützte, schlug er zwei der revolutionärsten Maßnahmen der Versammlung vor: das Dekret zur Anklage der Brüder des Königs (1. Januar 1792), und die Kriegserklärung gegen Böhmen und Ungarn (20. April 1792).
Er war energisch in seinen Denunzierungen der Intrigen des Hofs und des „österreichischen Komitees“; aber die Gewalttätigkeit der extremen Demokraten, die im Sturm auf die Tuilerien am 10. August gipfelten, beunruhigten ihn. Als er in den Nationalkonvent zurückkehrte, griff er die Pariser Kommune an (24./25. Oktober). Beim Prozess gegen Ludwig XVI. unterstützte er einen Appell an das Volk, stimmte aber schließlich für die Todesstrafe. Zuvor war er am 4. Januar in den Allgemeinen Verteidigungsausschuss berufen worden. Als Mitglied des Verteidigungsausschusses und Präsident des Konvents (7.–21. März 1793) beteiligte er sich an den bitteren Attacken der Girondisten auf die Montagnards. Am fatalen Tag des 2. Juni war sein Name unter den ersten auf der Anklageliste. Ihm wurde am 24. Oktober 1793 vor dem Revolutionstribunal der Prozess gemacht; er wurde zum Tode verurteilt und am 31. des Monats guillotiniert. Gensonné galt als glänzender Redner, wenngleich seine Redegabe ein wenig kalt war und er fast immer vom Blatt ablas.

## Bibliographie
- 1790 – Lettre a M. Gensonné, procureur de la commune, ou Réfutation de son réquisitoire, concernent le serment des prêtres fonctionnaires publics
- 1792 – Opinion sur les colonies
- 1793 – Lettre écrite a Gensonné. Par un administrateur du département de la Gironde